# 阿明代翁
阿明代翁（希臘語：Αμύνταιο），是希腊西马其顿大区弗洛里纳专区的市镇，行政中心为阿明代翁镇。市镇面积为589.4平方公里，2021年人口数量为14,169人。
现今范围的市镇设立于2011年地方政府改革中，由原6个市镇合并而成，原市镇则成为此市镇的6个市区。阿明代翁市区（即原阿明代翁市镇）的面积为249.852平方公里，2021年人口数量为6,961人。